# Yoshiki Torikai
Yoshiki Torikai (japanisch 鳥海 芳樹 Torikai Yoshiki; * 1. August 1998 in Fujisawa, Präfektur Kanagawa) ist ein japanischer Fußballspieler.

## Karriere
Yoshiki Torikai erlernte das Fußballspielen in der Schulmannschaft der Toko Gakuen High School sowie in der Universitätsmannschaft der Toin University of Yokohama. Seinen ersten Profivertrag unterschrieb er am 1. Februar 2021 bei Ventforet Kofu. Der Verein aus Kōfu, einer Großstadt in der Präfektur Yamanashi auf Honshū, der Hauptinsel von Japan, spielte in der zweiten japanischen Liga, der J2 League. Sein Zweitligadebüt gab Yoshiki Torikai am 28. Februar 2021 im Auswärtsspiel gegen JEF United Ichihara Chiba. Hier wurde er in der 67. Minute für Kōki Arita eingewechselt. Am 15. Oktober 2022 stand er mit Kofu im Finale des japanischen Pokals, wo man im Elfmeterschießen den Erstligisten Sanfrecce Hiroshima besiegte.

## Erfolge
Ventforet Kofu
- Japanischer Pokalsieger: 2022